# Simning vid världsmästerskapen i simsport 2024 – Herrarnas 200 meter fjärilsim
Herrarnas 200 meter fjärilsim vid världsmästerskapen i simsport 2024 avgjordes mellan den 13 och 14 februari 2024 i Aspire Dome i Doha i Qatar.
Japanske Tomoru Honda tog guld efter ett lopp på 1 minut och 53,88 sekunder. Silvret togs av italienske Alberto Razzetti och bronset togs av österrikiske Martin Espernberger.

## Rekord
Inför tävlingens start fanns följande världs- och mästerskapsrekord:
|                   | Namn          | Nation | Tid     | Ort              | Datum        |
| ----------------- | ------------- | ------ | ------- | ---------------- | ------------ |
| Världsrekord      | Kristóf Milák | Ungern | 1.50,34 | Budapest, Ungern | 21 juni 2022 |
| Mästerskapsrekord | Kristóf Milák | Ungern | 1.50,34 | Budapest, Ungern | 21 juni 2022 |

## Resultat

### Försöksheat
Försöksheaten startade den 13 februari klockan 10:04.
| Placering | Heat | Bana | Namn                  | Nationalitet   | Tid     | Noteringar |
| --------- | ---- | ---- | --------------------- | -------------- | ------- | ---------- |
| 1         | 5    | 7    | Kregor Zirk           | Estland        | 1.55,58 | 0Q0, 0NR0  |
| 2         | 3    | 2    | Lewis Clareburt       | Nya Zeeland    | 1.56,10 | 0Q0        |
| 3         | 3    | 3    | Zach Harting          | USA            | 1.56,12 | 0Q0        |
| 4         | 5    | 5    | Martin Espernberger   | Österrike      | 1.56,26 | 0Q0        |
| 5         | 4    | 4    | Krzysztof Chmielewski | Polen          | 1.56,37 | 0Q0        |
| 6         | 5    | 6    | Matthew Sates         | Sydafrika      | 1.56,40 | 0Q0        |
| 7         | 3    | 5    | Alberto Razzetti      | Italien        | 1.56,53 | 0Q0        |
| 8         | 3    | 4    | Richárd Márton        | Ungern         | 1.56,54 | 0Q0        |
| 9         | 5    | 4    | Tomoru Honda          | Japan          | 1.56,56 | 0Q0        |
| 10        | 4    | 5    | Michał Chmielewski    | Polen          | 1.56,83 | 0Q0        |
| 11        | 5    | 3    | Arbidel González      | Spanien        | 1.57,20 | 0Q0        |
| 12        | 4    | 6    | Denys Kesil           | Ukraina        | 1.57,42 | 0Q0        |
| 13        | 3    | 7    | Ondřej Gemov          | Tjeckien       | 1.57,45 | 0Q0        |
| 14        | 2    | 0    | Max Litchfield        | Storbritannien | 1.57,48 | 0Q0        |
| 14        | 4    | 3    | Federico Burdisso     | Italien        | 1.57,48 | 0Q0        |
| 16        | 3    | 6    | Nao Horomura          | Japan          | 1.57,52 | Omsimning  |
| 16        | 4    | 7    | Petar Mitsin          | Bulgarien      | 1.57,52 | Omsimning  |
| 18        | 4    | 9    | Abdalla Nasr          | Egypten        | 1.57,85 | 0NR0       |
| 19        | 5    | 1    | Park Jung-hun         | Sydkorea       | 1.58,29 |            |
| 20        | 3    | 1    | Matheus Gonche        | Brasilien      | 1.58,79 |            |
| 21        | 3    | 0    | Marius Toscan         | Schweiz        | 1.58,99 |            |
| 22        | 4    | 1    | Héctor Ruvalcaba      | Mexiko         | 1.59,08 |            |
| 23        | 4    | 2    | Wang Xizhe            | Kina           | 1.59,32 |            |
| 24        | 4    | 0    | Raben Dommann         | Kanada         | 1.59,45 |            |
| 25        | 5    | 9    | Navaphat Wongcharoen  | Thailand       | 1.59,78 |            |
| 26        | 4    | 8    | Samuel Kostal         | Slovakien      | 1.59,90 |            |
| 27        | 2    | 5    | Apostolos Papastamos  | Grekland       | 2.00,56 |            |
| 28        | 5    | 8    | Erick Gordillo        | Guatemala      | 2.01,75 |            |
| 29        | 2    | 4    | Diego Balbi           | Peru           | 2.01,91 |            |
| 30        | 3    | 9    | David Arias           | Colombia       | 2.02,32 |            |
| 31        | 2    | 6    | Simon Bachmann        | Seychellerna   | 2.03,31 |            |
| 32        | 2    | 2    | Nika Tchitchiashvili  | Georgien       | 2.03,41 |            |
| 33        | 2    | 3    | Xavier Ventura        | El Salvador    | 2.03,87 |            |
| 34        | 1    | 1    | Maxim Skazobtsov      | Kazakstan      | 2.05,49 |            |
| 35        | 5    | 0    | Ramil Valizade        | Azerbajdzjan   | 2.05,58 |            |
| 36        | 2    | 7    | Isaiah Aleksenko      | Nordmarianerna | 2.10,17 |            |
| 37        | 2    | 8    | Clinton Opute         | Nigeria        | 2.13,83 |            |
| 38        | 1    | 3    | Ahmed Theibich        | Bahrain        | 2.18,46 |            |
| 39        | 1    | 2    | Siraj Ai Sharif       | Libyen         | 2.21,88 |            |
| –         | 2    | 1    | Gerald Hernández      | Nicaragua      | 0DNS0   | 0DNS0      |
| –         | 3    | 8    | Yeziel Morales        | Puerto Rico    | 0DNS0   | 0DNS0      |
| –         | 5    | 2    | Chad le Clos          | Sydafrika      | 0DNS0   | 0DNS0      |

#### Omsimning
Omsimningen startade den 13 februari klockan 11:11.
| Placering | Bana | Namn         | Nationalitet | Tid     | Noteringar |
| --------- | ---- | ------------ | ------------ | ------- | ---------- |
| 1         | 5    | Petar Mitsin | Bulgarien    | 1.56,91 | 0Q0        |
| 2         | 4    | Nao Horomura | Japan        | 1.57,46 |            |

### Semifinaler
Semifinalerna startade den 13 februari klockan 20:33.
| Placering | Heat | Bana | Namn                  | Nationalitet   | Tid     | Noteringar |
| --------- | ---- | ---- | --------------------- | -------------- | ------- | ---------- |
| 1         | 2    | 6    | Alberto Razzetti      | Italien        | 1.55,09 | 0Q0        |
| 2         | 2    | 2    | Tomoru Honda          | Japan          | 1.55,20 | 0Q0        |
| 3         | 1    | 2    | Michał Chmielewski    | Polen          | 1.55,38 | 0Q0        |
| 4         | 1    | 5    | Martin Espernberger   | Österrike      | 1.55,40 | 0Q0        |
| 5         | 2    | 4    | Kregor Zirk           | Estland        | 1.55,64 | 0Q0        |
| 6         | 1    | 4    | Lewis Clareburt       | Nya Zeeland    | 1.55,82 | 0Q0        |
| 7         | 1    | 3    | Matthew Sates         | Sydafrika      | 1.55,88 | 0Q0        |
| 8         | 1    | 6    | Richárd Márton        | Ungern         | 1.56,04 | 0Q0        |
| 9         | 2    | 8    | Federico Burdisso     | Italien        | 1.56,68 |            |
| 10        | 2    | 7    | Arbidel González      | Spanien        | 1.56,77 |            |
| 11        | 2    | 5    | Zach Harting          | USA            | 1.56,81 |            |
| 12        | 1    | 1    | Max Litchfield        | Storbritannien | 1.56,93 |            |
| 13        | 1    | 7    | Denys Kesil           | Ukraina        | 1.57,67 |            |
| 14        | 1    | 8    | Petar Mitsin          | Bulgarien      | 1.57,77 |            |
| 15        | 2    | 1    | Ondřej Gemov          | Tjeckien       | 1.58,34 |            |
| –         | 2    | 3    | Krzysztof Chmielewski | Polen          | 0DSQ0   | 0DSQ0      |

### Final
Finalen startade den 14 februari klockan 19:53.
| Placering | Bana | Namn                | Nationalitet | Tid     | Noteringar |
| --------- | ---- | ------------------- | ------------ | ------- | ---------- |
| 1         | 5    | Tomoru Honda        | Japan        | 1.53,88 |            |
| 2         | 4    | Alberto Razzetti    | Italien      | 1.54,65 |            |
| 3         | 6    | Martin Espernberger | Österrike    | 1.55,16 |            |
| 4         | 3    | Michał Chmielewski  | Polen        | 1.55,36 |            |
| 5         | 2    | Kregor Zirk         | Estland      | 1.55,48 |            |
| 6         | 8    | Richárd Márton      | Ungern       | 1.55,76 |            |
| 7         | 7    | Lewis Clareburt     | Nya Zeeland  | 1.55,86 |            |
| 8         | 1    | Matthew Sates       | Sydafrika    | 1.57,23 |            |